# DFB-Ligapokal 1972-1973
La DFB-Ligapokal 1972-1973 (nota in italiano anche come Coppa di Lega tedesca 1972-1973) è stata la prima edizione della Coppa di Lega tedesca.
Il torneo fu organizzato in attesa dell'inizio della stagione 1972-1973 della Bundesliga, previsto più tardi del solito, a metà settembre, data la concomitanza con i Giochi della XX Olimpiade tunutisi a Monaco di Baviera. Vi presero parte 32 squadre, le 18 della Bundesliga 1971-1972 e altre 14 militanti in Regionalliga.
La competizione è stata vinta dall'Amburgo, che ha battuto in finale il Borussia Mönchengladbach per 4-0.

## Fase a gironi

### Gruppo 1
| Casa/Trasferta          | EBR | EGE | HAN | RWO |
| ----------------------- | --- | --- | --- | --- |
| Eintracht Braunschweig  |     | 2-1 | 1-0 | 4-0 |
| Eintracht Gelsenkirchen | 0-4 |     | 2-2 | 4-3 |
| Hannover 96             | 2-3 | 3-1 |     | 4-2 |
| Rot-Weiß Oberhausen     | 3-2 | 2-2 | 0-1 |     |

| Pos. | Squadra                 | Pt | G | V | N | P | GF | GS | DR  |
| ---- | ----------------------- | -- | - | - | - | - | -- | -- | --- |
| 1    | Eintracht Braunschweig  | 10 | 6 | 5 | 0 | 1 | 16 | 6  | +10 |
| 2    | Hannover 96             | 7  | 6 | 3 | 1 | 2 | 12 | 9  | +3  |
| 3    | Eintracht Gelsenkirchen | 4  | 6 | 1 | 2 | 3 | 10 | 16 | -6  |
| 4    | RW Oberhausen           | 3  | 6 | 1 | 1 | 4 | 10 | 17 | -7  |

### Gruppo 2
| Casa/Trasferta    | AMB | HER | STP | WAC |
| ----------------- | --- | --- | --- | --- |
| Amburgo           |     | 1-0 | 0-0 | 2-3 |
| Hertha Berlino    | 4-5 |     | 5-1 | 3-1 |
| St. Pauli         | 1-4 | 1-0 |     | 5-2 |
| Wacker 04 Berlino | 3-5 | 4-3 | 0-2 |     |

| Pos. | Squadra           | Pt | G | V | N | P | GF | GS | DR |
| ---- | ----------------- | -- | - | - | - | - | -- | -- | -- |
| 1    | Amburgo           | 9  | 6 | 4 | 1 | 1 | 17 | 11 | +6 |
| 2    | St. Pauli         | 7  | 6 | 3 | 1 | 2 | 10 | 11 | -1 |
| 3    | Hertha Berlino    | 4  | 6 | 2 | 0 | 4 | 15 | 13 | +2 |
| 4    | Wacker 04 Berlino | 4  | 6 | 2 | 0 | 4 | 13 | 20 | -7 |

### Gruppo 3
| Casa/Trasferta    | ARB | BOD | OSN | WER |
| ----------------- | --- | --- | --- | --- |
| Arminia Bielefeld |     | 0-0 | 3-2 | 6-1 |
| Borussia Dortmund | 2-2 |     | 2-0 | 6-1 |
| Osnabrück         | 2-1 | 0-0 |     | 1-2 |
| Werder Brema      | 1-1 | 6-1 | 3-2 |     |

| Pos. | Squadra           | Pt | G | V | N | P | GF | GS | DR |
| ---- | ----------------- | -- | - | - | - | - | -- | -- | -- |
| 1    | Arminia Bielefeld | 7  | 6 | 3 | 1 | 2 | 13 | 8  | +5 |
| 2    | Borussia Dortmund | 7  | 6 | 2 | 3 | 1 | 11 | 9  | +2 |
| 3    | Werder Brema      | 7  | 6 | 2 | 3 | 1 | 14 | 17 | -3 |
| 4    | Osnabrück         | 3  | 6 | 1 | 1 | 4 | 7  | 11 | -4 |

### Gruppo 4
| Casa/Trasferta | BOC | ERK | HES | SCH |
| -------------- | --- | --- | --- | --- |
| Bochum         |     | 1-0 | 5-1 | 1-4 |
| Erkenschwick   | 1-3 |     | 4-2 | 0-1 |
| Hessen Kassel  | 0-1 | 1-2 |     | 2-3 |
| Schalke 04     | 4-2 | 3-1 | 3-1 |     |

| Pos. | Squadra       | Pt | G | V | N | P | GF | GS | DR  |
| ---- | ------------- | -- | - | - | - | - | -- | -- | --- |
| 1    | Schalke 04    | 12 | 6 | 6 | 0 | 0 | 18 | 7  | +11 |
| 2    | Bochum        | 8  | 6 | 4 | 0 | 2 | 13 | 10 | +3  |
| 3    | Erkenschwick  | 4  | 6 | 3 | 0 | 3 | 8  | 11 | -3  |
| 4    | Hessen Kassel | 0  | 6 | 0 | 0 | 6 | 7  | 18 | -11 |

### Gruppo 5
| Casa/Trasferta           | BOM | DUI | RWE | SWE |
| ------------------------ | --- | --- | --- | --- |
| Borussia Mönchengladbach |     | 3-3 | 1-1 | 3-1 |
| Duisburg                 | 0-0 |     | 4-1 | 3-1 |
| Rot-Weiss Essen          | 0-1 | 3-0 |     | 5-1 |
| Schwarz-Weiß Essen       | 0-6 | 3-2 | 2-5 |     |

| Pos. | Squadra             | Pt | G | V | N | P | GF | GS | DR  |
| ---- | ------------------- | -- | - | - | - | - | -- | -- | --- |
| 1    | Borussia M'gladbach | 9  | 6 | 3 | 3 | 0 | 14 | 5  | +9  |
| 2    | Rot-Weiss Essen     | 7  | 6 | 3 | 1 | 2 | 15 | 9  | +6  |
| 3    | Duisburg            | 6  | 6 | 2 | 2 | 2 | 12 | 11 | +1  |
| 4    | Schwarz-Weiß Essen  | 2  | 6 | 1 | 0 | 5 | 8  | 24 | -16 |

### Gruppo 6
| Casa/Trasferta     | BLE | COL | FCO | FDÜ |
| ------------------ | --- | --- | --- | --- |
| Bayer Leverkusen   |     | 0-2 | 0-1 | 0-3 |
| Colonia            | 6-2 |     | 0-2 | 4-1 |
| Fortuna Colonia    | 4-0 | 1-1 |     | 2-0 |
| Fortuna Düsseldorf | 5-2 | 3-1 | 2-0 |     |

| Pos. | Squadra            | Pt | G | V | N | P | GF | GS | DR  |
| ---- | ------------------ | -- | - | - | - | - | -- | -- | --- |
| 1    | Fortuna Colonia    | 9  | 6 | 4 | 1 | 1 | 10 | 3  | +7  |
| 2    | Fortuna Düsseldorf | 8  | 6 | 4 | 0 | 2 | 14 | 9  | +5  |
| 3    | Colonia            | 7  | 6 | 3 | 1 | 2 | 14 | 9  | +5  |
| 4    | Bayer Leverkusen   | 0  | 6 | 0 | 0 | 6 | 4  | 21 | -17 |

### Gruppo 7
| Casa/Trasferta        | BNE | EFR | KAI | MAG |
| --------------------- | --- | --- | --- | --- |
| Borussia Neunkirchen  | -   | 3-1 | 3-2 | 1-2 |
| Eintracht Francoforte | 7-0 |     | 3-2 | 4-1 |
| Kaiserslautern        | 4-2 | 1-3 |     | 1-0 |
| Magonza               | 2-5 | 2-5 | 1-1 |     |

| Pos. | Squadra               | Pt | G | V | N | P | GF | GS | DR  |
| ---- | --------------------- | -- | - | - | - | - | -- | -- | --- |
| 1    | Eintracht Francoforte | 10 | 6 | 5 | 0 | 1 | 23 | 9  | +14 |
| 2    | Borussia Neunkirchen  | 6  | 6 | 3 | 0 | 3 | 14 | 18 | -4  |
| 3    | Kaiserslautern        | 5  | 6 | 2 | 1 | 3 | 11 | 12 | -1  |
| 4    | Magonza               | 3  | 6 | 1 | 1 | 4 | 8  | 17 | -9  |

### Gruppo 8
| Casa/Trasferta | BHO | BMO | MON | STO |
| -------------- | --- | --- | --- | --- |
| Bayern Hof     |     | 4-1 | 5-3 | 3-3 |
| Bayern Monaco  | 4-5 |     | 5-3 | 1-2 |
| Monaco 1860    | 3-1 | 1-3 |     | 0-0 |
| Stoccarda      | 2-2 | 2-3 | 5-1 |     |

| Pos. | Squadra       | Pt | G | V | N | P | GF | GS | DR |
| ---- | ------------- | -- | - | - | - | - | -- | -- | -- |
| 1    | Bayern Hof    | 8  | 6 | 3 | 2 | 1 | 20 | 16 | +4 |
| 2    | Stoccarda     | 7  | 6 | 2 | 3 | 1 | 14 | 10 | +4 |
| 3    | Bayern Monaco | 6  | 6 | 3 | 0 | 3 | 17 | 17 | 0  |
| 4    | Monaco 1860   | 3  | 6 | 1 | 1 | 4 | 11 | 19 | -8 |

## Quarti di finale
| Squadra 1              | Totale | Squadra 2           | Andata | Ritorno |
| ---------------------- | ------ | ------------------- | ------ | ------- |
| Bayern Hof             | 3-8    | Schalke 04          | 1-1    | 2-7     |
| Eintracht Braunschweig | 2-3    | Amburgo             | 2-1    | 0-2     |
| Arminia Bielefeld      | 3-12   | Borussia M'gladbach | 0-3    | 3-9     |
| Eintracht Francoforte  | 6-5    | Fortuna Colonia     | 3-3    | 3-2     |

## Semifinali
| Squadra 1           | Totale | Squadra 2             | Andata | Ritorno   |
| ------------------- | ------ | --------------------- | ------ | --------- |
| Schalke 04          | 2-4    | Amburgo               | 1-0    | 1-4 (dts) |
| Borussia M'gladbach | 3-2    | Eintracht Francoforte | 3-1    | 0-1       |

## Finale
| Arbitro: | Wengenmayer (Monaco di Baviera) |

|                                             |           |  |
| Memering 15’ Nogly 19’ Hönig 37’ Hidien 83’ | Marcatori |  |

### Formazioni
| Amburgo:          |   |                   |  |     |
|                   |   |                   |  |     |
| P                 | 1 | Rudolf Kargus     |  |     |
| D                 |   | Manfred Kaltz     |  |     |
| D                 |   | Peter Nogly       |  |     |
| D                 |   | Willi Schulz      |  |     |
| D                 |   | Peter Hidien      |  | 85’ |
| C                 |   | Klaus Zaczyk      |  |     |
| C                 |   | Ole Bjørnmose     |  |     |
| C                 |   | Franz-Josef Hönig |  |     |
| A                 |   | Caspar Memering   |  | 81’ |
| A                 |   | Horst Heese       |  |     |
| A                 |   | Georg Volkert     |  |     |
| Sostituzioni:     |   |                   |  |     |
| C                 |   | Klaus Winkler     |  | 81’ |
| D                 |   | Peter Krobbach    |  | 85’ |
| Allenatore:       |   |                   |  |     |
| Klaus-Dieter Ochs |   |                   |  |     |

| Borussia M'gladbach: |   |                      |  |     |
|                      |   |                      |  |     |
| P                    | 1 | Wolfgang Kleff       |  |     |
| D                    |   | Uli Stielike         |  |     |
| D                    |   | Rainer Bonhof        |  |     |
| D                    |   | Klaus-Dieter Sieloff |  |     |
| D                    |   | Berti Vogts          |  |     |
| C                    |   | Dietmar Danner       |  |     |
| C                    |   | Christian Kulik      |  |     |
| C                    |   | Günter Netzer        |  |     |
| A                    |   | Henning Jensen       |  | 63’ |
| A                    |   | Bernd Rupp           |  |     |
| A                    |   | Jupp Heynckes        |  |     |
| Sostituzioni:        |   |                      |  |     |
| A                    |   | Allan Simonsen       |  | 63’ |
| Allenatore:          |   |                      |  |     |
| Hennes Weisweiler    |   |                      |  |     |